# Terushi Furuhashi
Terushi Furuhashi, född 6 februari 1952, är en japansk bågskytt. Han deltog vid olympiska sommarspelen 1988.